# Juditha dorilis
Espèce
Juditha dorilis est un insecte lépidoptère appartenant à la famille  des Riodinidae et au genre Juditha.

## Taxonomie
Juditha dorilis a été décrit par Henry Walter Bates en 1866 sous le nom de Nymphidium dorilis

### Nom vernaculaire
Juditha dorilis se nomme Dorilis Metalmark en anglais .

## Description
Juditha dorilis est un papillon à l'apex des ailes antérieures formant un angle bien marqué, de couleur ocre roux avec une large à très large bande jaune à orangée qui coupe les ailes postérieures et partiellement les ailes antérieures (ne va pas jusqu'au bord costal) et une ligne submarginale de points marron cernées d'une fine ligne jaune à orange.

## Biologie

### Plante hôte
Ochroma lagapus est une plante hôte de sa chenille.

## Écologie et distribution
Juditha azan est présent au Costa Rica, au Nicaragua, à Panama, en Équateur et en Guyane .

### Protection
Pas de statut de protection particulier